# Vicente Solano Lima
Vicente Solano Lima (San Nicolás de los Arroyos, 21 de septiembre de 1901-Buenos Aires, 23 de abril de 1984) fue un abogado y político, y vicepresidente de Argentina del 25 de mayo al 13 de julio de 1973, durante el ciclo histórico que ha dado en llamarse tercer peronismo.

## Los inicios
Vicente Solano eran sus nombres. Nació un día de la primavera de 1901, en el Cuartel V del Partido de Ramallo, Provincia de Buenos Aires, siendo hijo de Manuel Lima y Regina Sánchez. Cursó estudios en el Colegio Nacional de San Nicolás "Justo J. de Urquiza" y en 1918 obtuvo el título de bachiller. En 1919 en La Plata comenzó a cursar la carrera de Derecho. Se recibió de abogado a los 20 años, en 1921, y mientras estudiaba había entrado a la Policía de la Provincia de Buenos Aires como agente uniformado para poder continuar con su carrera universitaria y solía dirigir el tránsito en las calles de La Plata. Mientras estudiaba derecho, se afilia al Partido Demócrata de Buenos Aires, conocido como Partido Conservador de Buenos Aires. En 1923 obtuvo el título de doctor en jurisprudencia. Fue diputado provincial en dos oportunidades, la primera en 1925 con 24 años de edad y la segunda en 1928 hasta 1930, año en que presidió el bloque conservador de la Cámara Baja bonaerense. Entre 1926 y 1928 desempeñó simultáneamente el cargo de concejal en San Nicolás. Su familia era de tradición conservadora, antiguos alsinistas que propugnaban la autonomía de la Provincia de Buenos Aires. En sus épocas de universitario comenzó a militar en política; eran tiempos de la primera presidencia de Yrigoyen y de la intervención federal de José Luis Cantilo, que había desalojado a Marcelino Ugarte del sillón de Dardo Rocha. En 1921 fue vicepresidente del Comité Universitario del Partido Conservador e instaló su estudio jurídico en San Nicolás de los Arroyos. Allí, en 1931 fue comisionado municipal. Ocupó una banca de diputado nacional en 1932; en 1933 accedió a la vicepresidencia del Comité del Partido Demócrata Nacional de la  provincia de Buenos Aires. Elegido presidente del Concejo Deliberante de San Nicolás en 1938 hasta 1940; a la par que ejercía por segunda vez como diputado nacional desde 1938.

## "El Ministro Rojo"
Lima explicaba su conservadorismo diciendo: "Soy conservador como lo fue Disraeli, que hizo la reforma social en Inglaterra. Soy conservador pero quiero la renovación. No somos liberales, somos nacionalistas, religiosos. Defendemos la propiedad privada y estamos en la línea Doctrina Social de la Iglesia". En materia social, participó en el Departamento Provincial del Trabajo y colaboró en la redacción de las primeras convenciones colectivas de trabajo en defensa de los obreros del puerto de San Nicolás, lugar en donde sentó sus reales como líder y supo evolucionar conforme a los nuevos tiempos que se avecinaban en el país. Ministro de Gobierno en 1935 (8 de febrero al 29 de agosto) y nuevamente del 9 de enero hasta 13 de abril de 1943 en las gobernaciones de Raúl Díaz (vicegobernador que sustituyó al destituido Federico Martínez de Hoz) y del jurista Rodolfo Moreno, respectivamente. Otro de sus desvelos fueron las elecciones limpias y el destierro del fraude. Lima, opinaba con respecto al voto: "No pienso en pequeños negocios electorales... Es necesario terminar con el fraude y crear el elector responsable con derechos asegurados y con obligaciones cubiertas hoy, por la clandestinidad. El país quiere gobiernos incorruptibles, derechos individuales garantizados, trabajo tenaz y constante. Todos los argentinos anhelamos la tranquilidad nacional y la formación de partidos políticos grandes, dignos y fuertes dentro de un nacionalismo sano y progresista". Luego de sancionada en 1934 la Reforma de la Constitución, Lima presentó un proyecto de innovación de la legislación electoral, en la que se manifestaba a favor del sufragio femenino y que incluía la reglamentación de los partidos políticos y guardaba afinidades con la enviada al Congreso Nacional por el ministro del Interior, Leopoldo Melo. El proyecto de ley fue alterado, "sensiblemente recortado y modificado por los hombres de Fresco", dando nacimiento a la Ley 4776 (apodada por la oposición "ley trampa"), por la que quedaron conferidas al partido gobernante el control de las Juntas Revisoras locales. Se debilitaba de esa manera el rol y la posibilidad de los fiscales de las restantes organizaciones a protestar contra las irregularidades que pudieren ocasionarse en un acto comicial. Ello provocó el desagrado de Lima, quien el 27 de agosto de 1935 recibió a un grupo de mujeres encabezadas por Alicia Moreau de Justo, quienes reclamaron el veto parcial de la ley que había desestimado no solo el voto femenino, sino también la posibilidad de ser afiliadas a partidos políticos. Al día siguiente el gabinete promulgó la ley, Díaz y Lima enviaron un proyecto de reformas a los artículos cuestionados. A la desazón por la "ley trampa", se sumaba la resistencia del jefe de Policía (Elías Casas Peralta, juez con licencia por funciones ejecutivas) a acompañarlo en la campaña de represión del juego, como modo de frenar el financiamiento ilegal de la política; por esas dos razones Lima renunció el 29 de agosto de 1935. Como ministro, con Moreno luchaban por la elevación de la política y de los políticos, contra la demagogia y el uso bastardo de las bancas legislativas. Combatió al juego clandestino (que denominaba "lacra social"), del que fue tenaz enemigo. Laudó a favor de los ladrilleros y obreros portuarios de San Nicolás, para que obtuvieran mejores salarios y condiciones de trabajo dignas. Defendió a los obreros en accidentes de trabajo, en los que generalmente se les imputaba culpa grave, defensa en la que debió competir con delegados socialistas y de la FORA. Respecto de Rodolfo Moreno, se autodefinió como "discípulo y fiel seguidor político". Lima admiraba su inteligencia, respetaba su honestidad y sentido de la justicia; le entusiasmaban su valor moral e intelectual, compartiendo "plenamente sus ideas renovadoras que atentas y sensibles a los signos de los tiempos, proponían enterrar gradualmente viejas prácticas y vicios políticos (el fraude y la violencia, prioritariamente) y refundar un conservadorismo renovador, con sentido nacional y social". Se coloca a Moreno y a Lima en la corriente conservadora que "interpretaba el momento histórico y aspiraba a ponerse a tono con la hora, mediante una actualización de los conceptos económicos, políticos y sociales" en contraposición a la que encabezada por Castillo, Patrón Costas, Santamarina o Suárez Lago, "se rehusaba a admitir el carácter irreversible de las transformaciones que se estaban operando". Ese sentido social en la gestión de Moreno y Lima se infiere de las acciones que ambos emprendieron: investigaron las condiciones de vida de las familias obreras; resolvieron el problema de los pavimentos evitando juicios a miles de propietarios modestos; reconocieron el salario mínimo reajustable; crearon la Comisión de Abastecimiento de productos de primera necesidad; establecieron requisitos de seguridad e higiene en las industrias; declararon la obligatoriedad de la asistencia médica en fábricas de más de 250 trabajadores; reglamentaron la ley de trabajo a domicilio, el descanso en las panaderías y el trabajo de menores; cierre y apertura uniforme de comercios; fomentaron el desarrollo de la previsión social; se combatieron el despido de empleados por el hecho de su agremiación y aplicaron sanciones efectivas contra empleadores que obstaculizaban o impedían la organización sindical. En julio de 1942 anunciaron un proyecto de creación de un impuesto progresivo a las propiedades rurales mayores a 10 mil hectáreas, que se incrementaba más aún cuando eran improductivas. En medio de grandes movilizaciones con resonancia internacional por la injusticia del desenlace, en 1942, el entonces ministro Lima promovió la conmutación de pena del gobernador Moreno para "Los presos de Bragado": Pascual Vuotto, Reclús de Diago y Santiago Mainini, inocentes anarquistas acusados por un doble homicidio, convictos en un proceso sin garantías y sometidos a torturas policiales, emulados con Sacco y Vanzetti, condenados a la silla eléctrica en los EE UU a fines de los años 20, o Di Giovanni y Scarfó fusilados en 1931 en Buenos Aires. En 1943, cuando se cernía la amenaza del presidente Castillo de intervenir la Provincia, ante la intransigencia del gobernador Moreno a aceptar la candidatura presidencial del senador por Salta Robustiano Patrón Costas; Lima hizo introducir 25 tambores de nafta en la Casa de Gobierno, puesto que si no podían resistir a las fuerzas militares, "les dejaremos escombros" señalaba a Moreno, y agregaba "la historia juzgará nuestra actitud". El ministro de Justicia, Culto e Instrucción Pública Guillermo Rothe había preparado el decreto de intervención federal, fundándola en que el "gobierno de Moreno constituía un peligro por sus tendencias sociales avanzadas". El gobernador evitó el remedio federal renunciando el 13 de abril en estos términos: "determina esa actitud la imposibilidad de continuar en el cumplimiento de mi programa en armonía con quienes fueron los factores de mi candidatura y el apoyo principal del gobierno". Lima, también dejó el ministerio ese día.

## El Conservador Rebelde
Por su sensibilidad social era un conservador heterodoxo. Fue calificado, incluso, de conservador izquierdista. Como ministro del gobernador Moreno, se manifestó "muy interesado en dialogar con los sindicatos". El propio Moreno, no dudó en aceptar una invitación del Partido Comunista y envió a su secretario privado José María Goñi Moreno, a compartir una comida con la Federación Juvenil Comunista en el Club Sportivo Sarandí. En 1928 al plantearse una alianza con los radicales antipersonalistas en la Confederación de las Derechas, los conservadores bonaerenses encabezados por Alberto Viñas y Alfredo del Gaje se opusieron a incorporar electores de distinta procedencia partidaria y a abrir las listas de candidatos a diputados nacionales. Lima encabezó la posición contraria. Su moción triunfó y se autorizó a incluir representantes de otros partidos políticos; aunque posteriormente no se dio cumplimiento a lo resuelto. En 1931 encabezó una solicitada en "La Nación", "en la que se reafirmaban los vínculos solidarios con los partidos afines" en especial con el Partido Socialista Independiente "que deseamos mantener en forma doctrinaria para bien de nuestra democracia". Ese año, cuando en la convención partidaria se discutía la posibilidad de reincorporación de los dirigentes que habían abandonado el partido (Moreno, Sánchez Sorondo, Avellaneda y Sánchez Elías), Lima se impuso a quienes no admitían escuchar las explicaciones de los ausentes y se les permitió formular su descargo. En 1932, Lima y otros dirigentes conservadores bonaerenses: Grisolía, Espil y Rodríguez Egaña, pidieron la suspensión de los comicios presidenciales que se habían convocado, una asamblea general y antes de definir las autoridades del partido, que éste precisara claramente su vocación democrática. Se produjo entonces la "escisión liberal", porque sumadas a las disidencias internas, proponían suspender la nueva ley electoral que quitaba toda transparencia a los comicios, los que no se efectuarían en base al padrón nacional. Lima abandonó su discurso conciliador, atacó a la conducción del Comité Provincial, denunció el fraude electoral y el 21 de septiembre en un acto en Mercedes propuso un cambio de rumbo, "los partidos políticos que subordinan su programa a su posición en el gobierno se convierten en partidos oficiales y se corrompen miserablemente." "Los peligros del desorden social no se eluden a través de la tiranía, es preciso encontrar una fórmula de equilibrio entre principio de autoridad y la preservación de la libertad". Tan virulentas fueron las reacciones de los incomodados, que Lima renunció a su banca de diputado nacional y a su cargo en el Comité Provincial del Partido Conservador. Posteriormente, en octubre, formalizaron los disidentes el Partido Demócrata Nacional Bonaerense de la Avenida de Mayo. Su líder, Vicente Solano Lima proclamó: "El movimiento liberal y democrático marcará una nueva modalidad de la vida política, rehabilitará el viejo partido histórico y barrerá los resabios del antiguo caudillismo crudamente electoralista, para sustituirlo por instrumentos útiles a la democracia moderna." Al año siguiente, se reincorporaron al Partido, al aceptarse el programa que habían dado a conocer públicamente. El nuevo titular partidario, Alberto Barceló, se acercó a los disidentes Espil, Garayo y Bergez. Se les admitió la aprobación de un nuevo estatuto partidario y la reforma político-institucional bonaerense, mediante la convocatoria de una Convención Constituyente. Asimismo, se reformuló la conducción conservadora y se reintegró a los ex rebeldes. En 1934 Lima fue convencional en la Convención Reformadora de la Provincia de Buenos Aires, presidida por Vilgré Lamadrid e integrada entre otros por: Juan Gaudencio Kaiser, Manuel Fresco, Carlos Saavedra Lamas, Nicolás Repetto y Carlos Sánchez Viamonte. También en ese año, se opuso a Pedro Groppo y Atilio Roncoroni quienes pretendían que la lista de candidatos a diputados nacionales fuese aprobada por el voto de los delegados; les recordó la obligación de consultar a los afiliados. No fue admitida su moción, ni tampoco otras iniciativas, por lo que Moreno no aceptó encabezar la nómina de candidatos y Lima nuevamente renunció a su cargo partidario. Pero, fueron persuadidos por el gobernador, Barceló y Sánchez Sorondo y retiraron sus dimisiones. En 1935, ante manejos espurios en la confección de la lista de candidatos a diputados, Lima se rehusó a integrarla y renunció al lugar que se le había concedido. En 1939 un sector del partido postulaba la fórmula Jorge Alejandro Santamarina (Presidente del Banco Nación)-Vicente S. Lima para la gobernación de Buenos Aires, la cual contaría con el aval del presidente Ortiz. Barceló obstaculizó la convocatoria a asamblea general, la boicoteó el 29 de diciembre al no formar quorum; provocó que Benito de Miguel y Antonio Santamarina también desistieran de sus candidaturas y se hizo proclamar por la Convención, a mediados de enero, candidato a gobernador con Edgardo Míguez de compañero de fórmula. En las elecciones amañadas y fraudulentas, triunfó Barceló, lo que resultó intolerable para Ortiz, quien ordenó la intervención federal al gobierno de Fresco. En 1940 Lima, como diputado nacional, integró la Comisión Investigadora Parlamentaria de la venta fraudulenta de terrenos del Estado en El Palomar, presidida por el senador socialista Alfredo Palacios. El escándalo fue de tal magnitud que el diputado Guillot (UCR-presidente de la Comisión de Presupuesto y Hacienda) se suicidó. El presidente Ortiz presentó su renuncia, la cual fue rechazada por la Asamblea Legislativa y a posteriori ofreció conformar un gabinete de coalición llevando como ministros a Nicolás Repetto y Solano Lima; pero ya su salud estaba en crisis y debió delegar el mando en el vicepresidente Castillo. El Ministro de Guerra general Márquez fue acusado por el Senado ante la Cámara de Diputados, pero ésta rechazó el pedido de juicio político. El diputado en ejercicio (Bertotto, UCR) fue expulsado y los ex legisladores: Kaiser y Godoy (demócratas nacionales) y Aguirrezabala (radical) terminaron condenados a prisión, y más tarde indultados por el presidente Perón en 1947.

## Ante el primer peronismo
En la Convención del Partido Demócrata Nacional de 1945 Lima se opuso a Patrón Costas y Santamarina, planteando la conveniencia de presentar sus propios candidatos a presidente y vicepresidente de la Nación. Los conservadores fueron denostados por la UCR y los demás partidos de Unión Democrática, excepción paradojal del PC que propuso su incorporación a la alianza contra Perón-Quijano. Fue la Unión Democrática quien terminó de hundir al conservadurismo, porque lo rechazó después de haber admitido a los comunistas y eso creó un gran resentimiento. Muchos conservadores ante el desprecio y la antipatía o "el injusto repudio" votaron a Perón y con ello sellaron la derrota de Tamborini, quien perdió por casi 260 mil votos. Algunos conservadores de la provincia de Buenos Aires se incorporaron al peronismo: Fresco, Cámpora, Visca, Carrillo, Arce, Remorino, Vignart, Sustaita Seeber, Ivanissevich e Hipólito Paz; sin embargo Lima no estuvo entre los mudados de partido y en 1946, fue candidato a gobernador de Buenos Aires por el PDN, acompañado en la vicegobernación por Ulises Villalobos. En 1947 debió exiliarse en Montevideo por diferencias con Román Subiza ministro de Asuntos Políticos y vecino de San Nicolás- con quien estuvo a punto de batirse a duelo. Fue uno de los primeros ciudadanos que abandonaron el país como consecuencia de la persecución del gobierno peronista a los opositores. En 1951 fue‚ candidato a vicepresidente por el PDN en la fórmula encabezada por Reynaldo Pastor. 
Regresó del exilio en 1955, y después del bombardeo a Plaza de Mayo efectuado por la Marina de Guerra el 16 de junio, Perón llamó a una tregua y se le permitió hablar por Radio Belgrano, como también lo hicieron Arturo Frondizi y Luciano Molinas. Solano Lima habló el 9 de agosto. Llegó a Radio Belgrano acompañado de su esposa, su pequeña hija y por parte de la dirigencia conservadora, entre ellos Nicolás Avellaneda, Eduardo Rojas, Antonio Santamarina, Felipe Yofre, Carlos Alberto Pueyrredón, Adolfo Mugica, Santiago Sánchez Elía, Ismael Erriest, César Bustos, Martín Aberg Cobo, Fabio Cogorno, Orlando Williams Alzaga, Emilio J. Hardoy y Rodolfo Baltiérrez. En esa oportunidad Lima le solicitó la renuncia a Perón, considerando que el clima del país, cercano a la guerra civil, podía contribuir a la pacificación nacional. 

## Actuación política luego de la Revolución Libertadora
Después de la caída del gobierno de Perón le dio una mano al derrocado y proclamó su célebre expresión: "Tregua, pacificación y amnistía", se manifestó despojado de rencores, propuso la pacificación y la superación de la antinomia peronismo-antiperonismo. A comienzos de 1956, los políticos conservadores se debatían entre, continuar una política de rotundo antagonismo hacia el fenómeno peronista de masas añorantes del jefe depuesto, o acompañar la prédica de un "conservadorismo popular", más conciliador con el movimiento político derrotado por un golpe de Estado. Encabezaban la primera vertiente Pablo González Bergez, Emilio Hardoy y Julio César Cueto Rúa (quienes formaron el Partido Demócrata Conservador). Asumía la dirección de la otra línea Solano Lima, quien provocó que los dirigentes de la otra "palidecieran" frente a la nueva opción planteada, al advertir que su doctrina se aproximaba sensiblemente a la del justicialismo. Los fusilamientos del general Valle, coroneles Ibazeta, Cortínez, Cogorno, Irigoyen, 13 militares y 9 militantes peronistas más, terminaron por convencerlo que "vamos mal", como expresó. "Una revolución no puede empezar blanda y ponerse dura, porque entonces el fracaso es seguro. Todo proceso estable, sin apoyo de mayorías, debe comenzar con dureza y aflojar después" dijo Solano Lima. Decidido a ser un dirigente popular, aspiró a conciliar el orden con la satisfacción de las necesidades sociales. Así, al retornar del exilio fundó el Partido Conservador Popular, que reconocía en su breve Declaración de Principios, la influencia de las ideas y soluciones que se ofrecían al mundo desde "Con Sempre". La aludida Declaración de Principios es de rigurosa actualidad, ya que proclama lo que con posterioridad se ha dado en llamar "el núcleo de los Derechos Humanos"; adhiere a la República y sus instituciones, reconociéndose heredero de la tradición de Pellegrini, Roca y Sáenz Peña. En sus bases de acción política subyace la idea de la "tradición argentina y del carácter nacional" conceptos que han sido amplia y confusamente discutidos o negados en la modernidad. La fundación del PCP se produjo fundamentalmente ante acciones de la Revolución Libertadora; en especial las vinculadas con la proscripción del peronismo y la persecución de sus dirigentes. En 1957 interviene por primera vez en los comicios para elegir convencionales constituyentes y obtiene un escaño. El 23 de febrero de 1958 Lima fue candidato a presidente, acompañado por Horacio Maldonado como vicepresidente y Alfredo Masi-Alberto Fonrouge para gobernador y vice de Buenos Aires. La plataforma de entonces, proponía: Designar un ministerio de coalición, incluso con el Partido Peronista, la CGT y personalidades independientes; ejecutar un plan de emergencia económico-financiero y social, y decretar una amplia amnistía política, gremial y militar; levantar las inhabilitaciones no fundadas en sentencia judicial; Convocar a elecciones de constituyentes, para que dicten una Constitución con sentido social y popular; el presidente y vice, presentarán sus renuncias indeclinables a sus cargos ante la Convención Constituyente, que se declare soberana,; aprobada la nueva Constitución, se llamará a elecciones generales, para poner fin al proceso de legitimación del poder (Partido Conservador Popular, 1958). Lima, pretendió conformar un frente de centroderecha, y convertirse en gobierno transitorio, tendiente a levantar la proscripción del peronismo y concediéndole ventajas legales y constitucionales y dictando una completa amnistía. La campaña tenía como ejes, además de los mencionados, el reconocimiento al peronismo que "hizo la política más moderna y la mejor en materia social" (Solano Lima, 1958-a:6) y la revalorización de las masas que se sentían identificadas con Perón. Asimismo, reclamó a todos los partidos que se exigiese al dictador Aramburu la derogación del decreto que había dictado prohibiendo las huelgas, "desconociéndose que son inherentes a la persona humana, anteriores a la ley escrita y a la Constitución Nacional". Solano Lima-Maldonado obtuvieron 175 mil votos en las elecciones que ganó Arturo Frondizi, quien en su discurso ante la Asamblea Legislativa el 1 de mayo, día de su asunción del mando, habló sobre una gran amnistía, pero el 18 del mismo mes en el Centro Naval empezó a pergeñarse su derrocamiento. Hipólito Paz recuerda un diálogo en Nueva York, que sirve para entender la futura decisión de julio de 1973. En esa entrevista, Lima le manifestó que era el general Perón, quien tenía en sus manos la solución del país. 1.900.000 votos en blanco eran indicadores del malestar reinante y que sin la participación del peronismo, no era posible pensar en la normalización institucional. Que aceptó la candidatura presidencial que del PCP, porque "de ser elegido se limitaría a convocar otra elección en la cual se le permitiera al Partido Peronista actuar con todos sus hombres [...] sin ninguna interdicción política sin excepción". El rol del conservadurismo popular lo estableció su fundador, en la Cámara de Diputados, al recordar que "ningún partido puede vanagloriarse de no haber causado daño al país, ninguno puede olvidar que le han sido causado daños", por ello reclamaba "olvido que es retorno a la fraternidad y amor que es el mito idealizado que cubre los dolores de la tierra". Olivera Avellaneda señala, por su parte que el PCP fue fundado con base en las tradicionales banderas del conservadurismo, a las que se anexó la protección hacia los sectores sociales más humildes. En diciembre de 1960 el presidente Frondizi convocó al diálogo político para debatir el estado de la nación; la primera audiencia fue concedida a Solano Lima. En 1963 (12 de marzo), participó de la Asamblea de la Civilidad y firmó el Acta de Coincidencia suscripta por ocho partidos políticos, iniciativa de la UCR presidida por Balbín. En ese año intentó acceder a la presidencia con la aquiescencia de Perón y Frondizi, a través del Frente Nacional y Popular, creado el 3 de mayo.[14] Pero la fórmula, en la que llevara como candidato a vicepresidente al santafesino Carlos Sylvestre Begnis, fue tácitamente proscripta por el gobierno de José María Guido (Decreto Ley 4874, 19 de junio de 1963). Si bien se la inscribió, sistemáticamente le vetaban los electores presidenciales reprochados de properonismo, lo cual llevó a que desistieran de participar en los comicios y acto seguido Perón y Frondizi ordenaron el voto en blanco. El Poder Ejecutivo había dictado el decreto-ley 7165/62 de prohibición de la propaganda y difusión de doctrinas o elementos de afirmación peronista. Solano Lima era "sospechado de filoperonismo". Luego de la fallida sublevación del 2 de abril de 1963 de la Marina de Guerra, en oposición a cualquier forma de integración, avance y participación electoral del peronismo, se dictaron el Comunicado 200 y los Decretos-Ley: 2713/63 que facultaba al gobierno a proscribir a todo aquel que elogiara al peronismo, al régimen de 1946/55 o a Perón; 4046/63 que excluyó a Unión Popular -integrante del FNP- que traccionaba los votos del PJ y por fin, el 4874/63 que extendió la proscripción a los candidatos y electores de presidente y vicepresidente. La fórmula no fue inhabilitada por las autoridades ni por la Justicia. Perón ordenó votar en blanco el 27 de julio y los demás partidos del FNP adoptaron similar actitud. El corolario fue que Arturo Illía ganó las elecciones con 25 % de los votos y el sufragio en blanco (o "abstención revolucionaria") recomendado por Perón, Frondizi, Lima y los sindicatos alcanzó el 20 %. Se señala que en las elecciones del 63, el conservadurismo popular conducido por Lima, "reivindicaba tendencias populistas a la búsqueda de una alianza desigual, pero provechosa con el peronismo" y de tal modo "Solano Lima procura recordar al peronismo que el conservadorismo popular fue un aporte a su origen histórico concreto, lo que no será indiferente en los acontecimientos futuros".

## La Hora del Pueblo y Operación Retorno
En la década de 1970 viajó reiteradamente a Madrid a entrevistarse con el por entonces exiliado general Perón. Solano Lima fue uno de los creadores de la Hora del Pueblo y Encuentro Nacional de los Argentinos, participó activamente en el regreso de Perón a la Argentina en noviembre de 1972, viajando con este en el avión junto a otras personalidades. También fue iniciador del Frente Cívico de Liberación Nacional (FRECILINA) acuerdo preelectoral que desembocó más tarde en el Frente Justicialista de Liberación (FREJULI).
Al escindirse del Partido Demócrata Nacional (conservador) en 1955-1958, fundó junto con Alberto María Fonrouge el Partido Conservador Popular, y así se acopló con el peronismo del presidente Héctor José Cámpora en 1973, actuando como nexo de Juan Perón, con la dictadura militar encabezada por Alejandro Agustín Lanusse. Renuncia como vicepresidente junto con Cámpora, siete semanas después de haber asumido (13 de julio de 1973); para posibilitar el acceso del General Perón a su tercera presidencia, quien el 12 de octubre de 1973 lo designa como secretario general de la presidencia. También fue rector de la Universidad de Buenos Aires y editor-propietario del diario nicoleño El Norte.
La Argentina se encontraba al comenzar la década bajo una dictadura militar, Onganía fue derrocado y los comandantes militares designan al general Levingston, "quien debió asumir en las más complicadas condiciones y sin una mínima preparación". Los denominadores comunes eran la proscripción política, el deterioro de la economía, la grave situación social y la amenaza de generalización de la violencia. En 1970 dirigentes políticos como Ricardo Balbín, Enrique Vanoli, Jorge Paladino, Eloy Camus, Benito Llambí, Vicente Solano Lima, Julio Amoedo, Horacio Thedy y Manuel Rawson Paz, pese a provenir de partidos diferentes, coincidían con la gravedad de la situación nacional y comenzaron a reclamar el restablecimiento del orden constitucional, la celebración de elecciones libres y la inmediata entrega del poder. Discutieron cómo obtener a una estabilidad institucional permanente. Se reveló entre ellos un "nuevo espíritu de unidad que se establecía por encima de divisiones políticas que los habían enfrentado durante años" según decía Llambí. Todos eran contestes, incluido Balbín el adversario de siempre de Perón, que sin éste "en el cuarto oscuro había tiranía en ciernes" (Panorama, 23/11/72:13). Así se originó La Hora del Pueblo, agrupamiento interpartidario que hizo su primera declaración el 11 de noviembre de 1970; "fijó su accionar futuro descalificando toda cooperación con el gobierno, en una superación de la antinomia peronismo-antiperonismo". Por entonces, se habían sumado, Jorge Selser (PSA) y Leopoldo Bravo (Bloquista). El 16 de febrero siguiente fueron no ya los dirigentes, sino los partidos quienes publicaron el documento "La Hora del Pueblo, solución nacional", exigiendo elecciones inmediatas, sin exclusiones y con respeto a las minorías.
Paralelamente, otros dirigentes - algunos también partícipes de la Hora del pueblo, promovieron el llamado Frente Cívico de Liberación Nacional (FRECILINA) que tuvo su estreno en una reunión celebrada en el hotel Savoy. En esa ocasión estuvieron representados sectores provenientes de la UCR como Alberto Asseff y Andrés Amil, del conservadorismo popular y del peronismo. Fue el embrión del futuro FREJULI que participará y triunfará en las elecciones del 11 de marzo de 1973.
Este nuevo agrupamiento se erigió en factor decisivo para el retorno del general Juan Domingo Perón, en un contexto en el que pululaban los dirigentes, incluidos muchos justicialistas, que o se oponían a ese regreso o dudaban de que efectivamente volver fuese la voluntad del propio jefe exiliado.
Lima y Fonrouge, tuvieron un activo rol en la organización del regreso de Perón a la Argentina, el cual se concretó el 17 de noviembre de 1972 en un vuelo chárter, en el que vinieron Isabel, hombres, mujeres y jóvenes de la política, la cultura, el periodismo, las fuerzas armadas, los deportes y religiosos. Con motivo del "Operativo Retorno", Lima declaró a la prensa: "Cuando un pueblo está en marcha, nada lo detiene. Y el pueblo argentino se ha puesto en marcha detrás de los postulados nacionales encarnados en la figura del general Perón. Estoy seguro que todos [...] compartimos similar confianza. Idéntica fe". En el Aeropuerto de Ezeiza el gobierno de Lanusse entorpeció con un cerrojo militar la salida de Perón de la zona y se llegó a creer que éste se encontraba detenido. Frondizi, Lima, Fonrouge y el futuro senador Eduardo Paz, en su carácter de líderes del PCP, cumplieron febriles actividades para la solución del conflicto. Lo hicieron como integrantes del Frente Cívico de Liberación Nacional (FRECILINA), la herramienta preelectoral que conformaban el PJ y sus aliados antes de los comicios de 1973, entre los cuales se encontraba el Movimiento Nacional Yrigoyenista y que tenía como máximo objetivo "la unidad de todos los argentinos frente a los militares". El FRECILINA dio a conocer un documento redactado por Frondizi, Sánchez Sorondo, Allende y Lima, en el cual se pidió aclarar el "virtual estado de confinamiento" de Perón. Más tarde, Lima fue el principal gestor del encuentro de Balbín y Perón en Gaspar Campos.

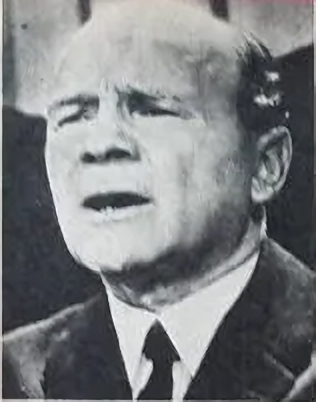
Solano Lima en 1973. Revista Panorama.

## Los hombres del Frente y de Perón
A fines de 1972, Lima junto con el general Laprida, Rodolfo Martínez, Matera y Cafiero, eran considerados las variantes que consentirían Perón y  Lanusse, para una transición ordenada y con renunciamientos mutuos. En 1973, se constituyó el Frente Justicialista de Liberación (FREJULI), a fin de participar en las elecciones mediante un frente electoral en el que el peronismo fuese el núcleo, porque el PJ en soledad no alcanzaba a triunfar. Lima aclaraba tiempo después que: "un solo partido no puede resolver la crisis y por eso Perón convocó a los jefes de todas las agrupaciones para conseguir la victoria popular". El 11 de diciembre de 1972 la conducción del FREJULI le ofreció la candidatura a presidente al general Perón. Lima fue el encargado de realizar la alocución con su "retórica alsinista, pero efectiva". El expresidente declinó el ofrecimiento y Lima fue candidato a vicepresidente en la fórmula que encabezó Cámpora, luego de fuertes disputas en el seno del congreso del PJ, en el que se llamó a desobedecer a Perón, quien había renunciado a ser candidato; tal postura fue asumida por Abal Medina, Rubeo y Calabró; mientras que Pedrini, Caro y Palacio Deheza, pedían acatar su voluntad. La presencia del líder del PCP contribuyó a acentuar el carácter policlasista del peronismo y el triunfo de la fórmula del FREJULI recreó el alineamiento social de 1962 con Andrés Framini. Hortensio Quijano en 1946 y Lima en 1973 fueron el saborizante que agregaba tonalidad al brebaje principal, porque Perón había entendido que debían explorarse caminos transversales. Se decía que Lima constituía una especie de reaseguro del Ejército y de los sectores medios. Él lo negó aclarando que se trató de una "reanudación de la amistad pública y manifiesta que tenían con Perón". La imagen de burguesía moderada de ambos candidatos justicialistas compensó el ardor de sus seguidores"; pero no estuvieron exentos de críticas y controversias: se especuló que no serían aceptados por los militares; sindicalistas ortodoxos se referían a "la traición de los que manejan el aparato político" y algunos socios minoritarios del FREJULI buscaron el casus belli para emprender su retirada, los izquierdistas creyeron ver en "la fórmula de la discordia" un retorno al régimen de los años 30 y, en ambos candidatos, vestigios del "fraude patriótico". La dictadura no vetó la fórmula porque creyó que Cámpora-Lima cerraban toda posibilidad a la "izquierda disolvente", que aprovecharía la abstención del peronismo (Panorama, 21/12/72). La nominación fue para Lima una verdadera sorpresa. "Cuando ocurrió la votación se encontraba en su domicilio frente al Hotel Crillón. Un amigo fue a buscarlo de madrugada para que aceptara la postulación, lo que así hizo". Asumió la réplica frejulista ante los "cinco puntos de compromiso" con que la dictadura pretendía condicionar el resultado de los comicios, porque "eran una opinión de las fuerzas armadas en relación con el proceso de institucionalización". Los cinco puntos, también llamado "pacto de garantías", en opinión de Lima estaban estructurados sobre "condiciones indignas para cualquier partido político", porque intentaban perpetuar el poder militar en el futuro gobierno, condicionándolo hasta convertirlo en un gobierno de transición. En cuanto a Lima, sostuvo: "Es un hombre del movimiento nacional que ha tenido una conducta consecuente con la columna vertebral del mismo, o sea, el Movimiento Peronista. Es un hombre que, realmente, está donde está porque se lo merece". Agregaba, además: "su inserción en la fórmula peronista representa el acercamiento de los sectores medios en proceso de nacionalización al Movimiento Peronista". La campaña se inició en San Andrés de Giles el 21 de enero (Así, 23/1/73). Lima dio a conocer el porqué de su participación en el FREJULI: "Estoy unido a Uds. más por mis actitudes que por razones ideológicas, porque en 1956 visité las cárceles y dialogué con los presos de entonces". Explicó además: "queremos la liberación que es la opción que el pueblo le presenta al sistema, para devolver libertad, independencia y honor a la Patria". "El propósito del gobierno justicialista será realizar la revolución social para abolir la división de clases"; porque "el justicialismo es el antídoto contra la lucha de clases, ya que tiende a su unificación"; explicó las diferencias ideológicas entre el marxismo y la ideología policlasista del FREJULI. "La revolución iniciada el 17 de octubre avanzará sobre todos los órdenes argentinos con un criterio de socialización". Volvería a insistir con dureza más tarde: "El gobierno peronista será revolucionario. Si no hubiera elecciones otra será la manera de proceder. Porque entonces recrudecerá la violencia contra la violencia oficial. En esas circunstancias los soldados montoneros y guerrilleros se multiplicarán en todas las zonas del país". La dictadura, ante el cariz que había adquirido la campaña, intentó vincular a los postulantes justicialistas con la "subversión" y pretendió suspender los comicios. Lima en un acto dijo: "Gran parte de la violencia que se ejerce en el país responde a otra ejercida desde el poder. Si el Estado es violento e injusto, si es ilegítimo y se asienta sobre las armas, la sociedad responderá con violencia. Por eso el 11 de marzo es la última fecha para la paz. El pueblo se volcará a las urnas y si no hay urnas a las armas". Sus contundentes declaraciones, junto a las de Cámpora, pusieron las cosas en su lugar demostrando que las elecciones eran el mal menor para la dictadura. Luego de las elecciones del 11 de marzo, en las cuales el FREJULI obtuvo el 49.59 % de los votos y la fórmula Balbín-Gamond de la UCR renunció al ballotage, Lima se reunió con Lanusse y le señaló que: "los hechos subversivos eran consecuencia de la falta de respeto por la Constitución y la arbitrariedad que eran propios del gobierno militar". El 3 de mayo Cámpora y Lima exigieron "terminar con el contrapunto de violencia y terror ya iniciado", porque el problema de la violencia que azotaba a la Argentina "no era un problema de represión" o de "eficiente represión". Lima, además requirió a Lanusse una amplia amnistía y desde Madrid declaró: "Las fuentes de la violencia no son las fuerzas populares que han ganado las elecciones, sino ciertos organismos paragubernamentales y grupos extremistas de la izquierda y de la derecha". Se le demandó a la dictadura militar: "Supresión de la pena de muerte; levantamiento del estado de sitio; anulación de los tribunales de excepción; desarticulación del sistema represivo montado y operativos "rastrillo"; liberación de presos políticos y conexos; no actuación de las fuerzas armadas en funciones policiales y eliminación de comandos parapoliciales". El 22 de abril Rodolfo Galimberti, secretario general de la JP advirtió que el gobierno de Cámpora crearía milicias populares con responsabilidades de intervención en el campo de la seguridad, lo cual provocó una inmediata conmoción en todo el arco político, incluido el FREJULI. Lima aclaró que: "se trata de milicias cívicas desarmadas, no militares y constituyen un medio para dar disciplina y madurez a los movimientos juveniles, a través de los grandes objetivos que se propone el movimiento." El 30 de abril, Perón desde Madrid echó a Galimberti. Lima juró el cargo de Vicepresidente de la Nación el 25 de mayo. En tal carácter presidió el Senado en el 98.º período legislativo, en 10 sesiones ordinarias y 3 Asambleas Legislativas: el 26 de mayo en homenaje a las delegaciones extranjeras que habían concurrido a la transmisión del mando presidencial.
En consonancia con su criterio de "tregua, pacificación y amnistía", fue un decidido impulsor de la leyes de amnistía por delitos políticos, derogación de normas penales no emanadas del Congreso Nacional y supresión de la Cámara Federal en lo Penal ("el camarón") que se sancionó en el Congreso entre el 26 y 27 de mayo de 1973. Antes de su asunción había anunciado una amnistía amplia "que no analizará caso por caso". Los legisladores del PCP votaron la norma: senadores Alberto Fonrouge y Eduardo Paz, diputados Hugo Ramón Lima y José Luis Lazzarini. Los dos primeros presentaron el mismo 25 de mayo un proyecto de ley de amnistía por delitos políticos "para relegar al olvido tanto agravio" atento a que el FREJULI había prometido como "una aspiración trascendental bregar por la pacificación de los argentinos, alentando la concordia para lograr la recuperación nacional". Agregaban en los fundamentos: "la fuerza que arremete no tiene derecho a juzgar a la fuerza que se defiende" (Paz y Fonrouge, 1973:80-81). Vale recordar esta actitud coherente de Solano Lima, más allá de que la amnistía desgraciadamente no apaciguó a la Argentina que a la postre se enfrascó en un baño de sangre con el desemboque del 24 de marzo de 1976 y el inicio de la dictadura. La amnistía de 1973 fue entendida como un acto pacificador, pero muchos de los beneficiados la leyeron como factor para redoblar su lucha armada para copar el poder. Así le fue a la Argentina por este desencuentro tan crucial.
El 20 de Junio, más de 3 millones de personas se habían congregado en Ezeiza para aguardar el regreso definitivo de Perón. Grupos armados de la derecha peronista (AAA) comandados por el teniente coronel Osinde provocaron una masacre y se enfrentaron a fuerzas del ERP. Mientras Cámpora minimizó la gravedad de la situación y sostuvo que sería una desilusión muy grande para mucha gente el no ver ni escuchar a Perón, Lima le contestó que él era el presidente en ejercicio y prefería esa frustración a la muerte del general Perón y de todos ellos; además, tenía conocimiento que la JP pensaba tomar el aeropuerto. Dice Masi (1995) que el gesto de Lima, terminó quizás salvándole la vida a Perón.

## La renuncia a la vicepresidencia
Los primeros días de junio de 1973 Buenos Aires amaneció empapelada con afiches que reclamaban la vuelta de Perón al poder. Había entre las fracciones del peronismo, una visible pugna interna que no podía ser superada. Cámpora el 22 de junio intentó debatir en el gabinete la masacre acaecida dos días antes, pero cuando advirtió que no era posible el diálogo creó una comisión investigadora presidida por Lima e integrada por los ministros Esteban Righi y Juan Carlos Puig. Lima dijo: "Recuerdo que fui llamado, un mediodía, a participar en una reunión en Gaspar Campos en horas de la tarde. Me vino a ver Lastiri... Yo no sabía para qué íbamos a Gaspar Campos. Allí me encontré con Perón, Cámpora, la señora Isabel, López Rega, Gelbard, y Robledo. En los primeros momentos Perón se despidió, se fue arriba, y nosotros pasamos al comedor. Se produjo ahí la decisión. López Rega llevó la carga contra Cámpora... No le dieron tiempo a presentar su renuncia, a que tomara la iniciativa". Lima recordó que Cámpora se defendió diciendo "que había sido elegido presidente con la conformidad del general Perón. Que le era leal. Y que si alguna vez discrepaba, elevaría su renuncia inmediatamente [...] él había recorrido todo el país y había logrado la certidumbre de que el pueblo quería ser gobernado por el general Perón". Ese día Lima declaraba: "El candidato natural del FREJULI era Perón, pero fue vetado, y ahora es la oportunidad para que presente su candidatura"; ante preguntas de la prensa acerca de su estado de ánimo, respondió: "son gajes de la política". El lema del FREJULI se repetía incesantemente: "Cámpora al Gobierno, Perón al Poder". Esa consigna fundamental de la propaganda no dejaba lugar a dudas acerca del sentido de la candidatura de Cámpora y de quien retenía en sus manos el poder. El día 13 a las 8 de la mañana en Casa de Gobierno, entregaron sus renuncias al Congreso, en la persona del vicepresidente primero del Senado José Antonio Allende, puesto que el presidente provisional Alejandro Díaz Bialet había sido 'invitado' a viajar a primera hora del día a España. Allende rememora: "Leí en voz alta la [renuncia] de Cámpora, en la que explicaba que su actitud obedecía a la necesidad de posibilitar la presidencia de Perón, voluntad irrebatible de todo el pueblo argentino. Mientras lo hacía noté que se le llenaban los ojos de lágrimas. Me dijo: "Esta renuncia es un gesto espontáneo y voluntario mío. Para quedarme en la Presidencia tendría que enfrentarme con el general Perón, cosa que nunca haría, o, por el contrario obrar contra mi decoro." La Asamblea [...] fue difícil (Allende en Sáenz Quesada, 1992). La renuncia de Lima, concisamente expresaba: "Presento a Vuestra Honorabilidad mi renuncia indeclinable a la Vicepresidencia de la República, a efectos de que una nueva elección consagre la voluntad auténtica del pueblo argentino". Cámpora, pronunció un breve discurso para informar al pueblo de su decisión y allí expresó su convicción que el general Perón debía presidir los destinos de la República en aras de la reconstrucción nacional. Anunció el próximo "reencuentro del general Perón con su pueblo en el ejercicio pleno, real y formal de su indiscutida conducción". Señaló asimismo, que su opinión también era la del vicepresidente, a quien agradeció en nombre del Movimiento Nacional Justicialista "un gesto que tanto lo honra". Ambos visitaron a Perón en Gaspar Campos para comunicarle que habían presentado sus dimisiones; después el todavía presidente, recibió a las autoridades del Movimiento Justicialista, CGT, CGE, partidos del FREJULI- participé en esa reunión en el despacho presidencial -, la Hora del Pueblo y a los obispos. Esa misma noche Perón también habló al país para dar garantías de tranquilidad y se comprometió a seguir los dictados del pueblo.
Era su primera aparición pública luego de sufrir un infarto y demostraba hallarse mal de salud. Raúl Lastiri, a la sazón presidente de la Cámara de Diputados y yerno de José López Rega, se convirtió en el presidente provisorio y convocó a elecciones para "lo antes posible". En 1975 desde México Cámpora publicó el libro "Cómo cumplí el mandato de Perón" y en él explicaba que por su lealtad siempre pensó en traspasar el gobierno a Perón, y que se retrasó en efectivizarlo por su precaria salud. Recordó que el 4 de julio le había expresado su deseo de renunciar a la presidencia y esa misma tarde lo hizo saber en la reunión del gabinete, de la cual participó Isabel Perón, quien se dirigió hacia Cámpora de modo incisivo y punzante. Ello provocó que Cámpora considerara: "En nuestro Gobierno la única posición que puede tener el general Perón es la de presidente de la República, por lo que debo comunicarles que he decidido renunciar en forma irrevocable". Tras lo cual, Lima manifestó su inmediata adhesión, sostiene que Lima presentó su renuncia antes que el presidente y con esta actitud, presionó para que lo mismo hiciera Cámpora. Lima se quiso ir a vivir a España, pero Perón le dijo antes de haber asumido la presidencia por tercera vez: "lo necesito a mi lado, ha sido mi amigo y demostrado una lealtad más grande que la de algunos de mis partidarios". Llambí (1997:313) coincide con la elucidación de Espinosa Viale:" En el desenlace final de la situación jugó un papel fundamental el doctor Lima, que demostró no sólo su hombría de bien sino su carácter de verdadero y leal amigo del general Perón. Su decisión e iniciativa de presentar su renuncia a la vicepresidencia, no solo señalaba claramente que debían cumplirse todos los pasos necesarios para lograr el fin, la posibilidad de la candidatura del general Perón, sino que quitaba apoyo a cualquier intento de resistir lo que a esta altura era una necesidad para retomar el proceso de convergencia política hasta ese momento."

## Secretario general de la presidencia y Rector de la UBA

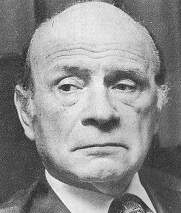
Vicente Solano Lima en 1974.

Ocupó el cargo de secretario general de la presidencia en el tercer mandato del general Perón, desde el 12 de octubre de 1973 y fue además su asesor personal. Sáenz Quesada (2003: 139) dice que con esa designación Perón intentó "compensar a Solano Lima, por su forzada renuncia". Posteriormente, fue nombrado rector normalizador de la Universidad Nacional de Buenos Aires (28/3 al 25/7 de 1974), "con instrucciones de asumir el control de la situación, pero evitando todo choque frontal". En su asunción dijo que venía como un "peregrino cordial a aplicar la nueva ley universitaria como partícipe de un movimiento de ideas que se acerca a las garantías y a la sabiduría del movimiento popular que encabeza el general Perón". Sintéticamente su pensamiento educador fue: una universidad democrática para el pueblo, con alto nivel intelectual, que mantuviere un nexo con el Estado sin estar divorciada de los otros sectores de la población, que no fomentase divisiones ni tendencias clasistas, sino por el contrario debería ser un reflejo del pensamiento nacional. Le preocupaba la escasa concurrencia a las universidades de los hijos de los obreros. Rechazaba la política de partido dentro del ámbito universitario. Propuso concursos transparentes para designar a profesores de todas las tendencias de políticas conocidas. UBA se transformó en la Universidad Nacional y Popular de Buenos Aires. Con Puiggros y Lima como rectores, buscó abrirse "hacia los sectores desposeídos", apuntó a cerrar "la brecha abierta entre libros y alpargatas" apostando a "la confluencia de obreros y estudiantes". Mientras recibía críticas diversas (caótica y populista, para los reformistas; "campo de gimnasia subversiva", para la derecha), la UNPBA ensayaba una experiencia innovadora con medidas dirigidas a quebrar la dependencia cultural (prohibición de que investigadores recibieran subsidios privados, becas orientadas a la "liberación nacional"). Lima, que nunca había mostrado demasiado entusiasmo por el cargo, ni pudo tener el control total de la UBA, porque el gobierno no estuvo dispuesto a emprender la purga necesaria para liberar a la universidad de los violentos; renunció el 1 de julio de 1974, día en que murió Perón y fue reemplazado el 25.

## Frente a la dictadura 1976/83
El PCP fue incluido como Organización Política de Prioridad II en el Plan del Ejército (Contribuyente al Plan de Seguridad Nacional), aplicado por el golpe militar del 24 de marzo de 1976. Ordenaba que debían ser detenidas las personas agrupadas en distintas categorías, entre ellas figuraban las de Prioridad II: oponente potencial, para prever su detención en el momento en que se evidencie. El 20 de agosto de 1978, Ángel Robledo logró reunir a un grupo de dirigentes, quienes elaboraron un pronunciamiento dirigido "Al gobierno de las Fuerzas Armadas y al pueblo argentino" y suscripto a título personal, ante la prohibición que regía para las actividades partidarias, por 29 personas entre las que se hallaban: Bittel, Frondizi, Lima y Lázara. Pedían con urgencia "...que el gobierno y el país convaliden la democracia con las actitudes consiguientes". La declaración más completa fue la suscripta por Bittel, Lima, Lázara, Monserrat, Allende, de Vedia, Nadra y Cerro, el 18 de noviembre de 1978. Reclamaban "restablecer de inmediato el estado de derecho" que, "es el único modo de que la vida y la libertad de nuestros conciudadanos se encuentre garantizada contra el terrorismo, cualquiera sea su signo..." Los autores consideraron derrotada a la violencia, ya que "los intereses antiargentinos o las diversas incidencias del poder mundial no han podido desviar esa vocación nacional por el pacifismo". Aseguraban, que: "concluida la guerra contra la subversión", debía derogarse el estado de sitio y todas las restricciones sobre los partidos políticos y organizaciones sindicales; y que correspondía "darse respuesta a los familiares de los desaparecidos y secuestrados y poner término a los arbitrarios procesos existentes".
En 1982 Lima declaraba que "el país se encuentra en un estado de desobediencia" y pronosticó una intensificación de la violencia en caso de mantenerse la tendencia económica. Estimó que las expresiones de reclamo popular, "irán recrudeciendo hasta que de la protesta se pase automáticamente a la subversión". La agresión británica provocó el repudio de la Comisión Popular en Defensa de la Soberanía que, si bien no constituía un partido político, estaba integrada por numerosos dirigentes políticos, entre ellos Lázara (PSU), Nadra (PC), Vicente (PDC), Rabanaque Caballero (PI), Lima (PCP) y Tessio (UCR) (Mazaeda, 2004).
Ante las elecciones generales, Lima fundó en abril de 1983 la Convergencia para la Liberación Nacional (COLINA), destinada a apoyar a los candidatos presidenciales del PJ. Los partidos que la conformaron fueron además del PCP, PC, PSU y PSA. El MID y el FIP rechazaron incorporarse y posteriormente el PC abandonó la alianza, lo que provocó el fracaso y la disolución del grupo.

## Fallecimiento
En diciembre de 1983, Lima presenció la transmisión del mando al presidente Raúl Alfonsín. En lo que fue su última aparición pública, dialogó con el ministro del Interior Antonio Tróccoli. Falleció en Buenos Aires el 23 de abril de 1984, sus restos fueron velados en el Congreso y trasladados a San Nicolás. Al despedir a Vicente Solano Lima, el senador Luis León (UCR) señaló: "Tuvo la humildad del estadista que trata de corregir rumbos en busca de puertos superiores. Combatió a Yrigoyen para después reconocerlo. Discutió a Perón para después abrazarse en su causa. Es un buen ejemplo, tener la lealtad íntima de valorar que la política no es una circunstancia sino una militancia de valores muy definidos que exige grandeza para elaborar la nación democrática desde el campo de las conductas coherentes [...] Fue un hombre humilde sin estridencias, porque nunca se lo oyó gritar, pero siempre lo escucharon. "Antiguos adversarios también lo recordaron: Oscar Alende dijo que "permanentemente luchó por el bienestar del pueblo"; para el vicepresidente Víctor Martínez: "fue un batallador de muchos años y de una larga lucha por la causa de la democracia". Tróccoli reconoció que: "fue un hombre que desarrolló una intensa tarea en pos de la unidad nacional". (La Nación, 25/04/84). El senador Aroza, al rendirle un homenaje en la Legislatura bonaerense señaló: "Era un político de raza, un auténtico defensor de la democracia, un integrante de la vieja estirpe de los caudillos que fueron la savia de la política Argentina [...] Dos aristas convergentes desde su lucha política son dignas de destacar: su permanente e incansable afán por alcanzar el consenso, la reconciliación nacional, por un país unido por encima de todas sus parcialidades, privilegiando la convivencia y la concertación, machacando incesantemente en sus propósitos de concordia. Por otro lado bregando, con igual tenacidad, por la defensa inquebrantable de los derechos humanos. Su vida política puede sintetizar en un pensamiento suyo: "que no haya argentinos condenados al oprobio de no poder compartir la generosa tierra en donde nacimos". Fue periodista y director del diario "El Norte" de San Nicolás, clausurado en 1947 cuando Lima fue detenido por ser opositor al peronismo. Escribió tres libros: "La modesta siembra", "La Fuerza Conservadora" y "Una política del servicio eléctrico en la Provincia de Buenos Aires". Orador excepcional, tanto en la tribuna como en las cámaras legislativas; su lenguaje florido se caracterizaba por las "frases largas, de coraje contenido, con convicción transmisible".